# Heikinsaari (ö i Södra Savolax, S:t Michel, lat 61,27, long 27,15)
Heikinsaari är en halvö i Finland. Den ligger i sjön Korpijärvi och i kommunen Mäntyharju i den ekonomiska regionen  S:t Michel och landskapet Södra Savolax, i den södra delen av landet, 170 km nordost om huvudstaden Helsingfors.